# Паметник на българските опълченци (Болград)

Паметникът на българските опълченци се намира в град Болград.
Той е открит на 20 октомври 2012 г. при тържествена церемония по случай 135-годишнина от епичните боеве на връх Шипка, където български опълченци взимат участие в Руско-турската война (1877 – 1878), която води до освобождението на България.
Инициативата за издигането на паметник на българските опълченци е на Асоциацията на българите в Украйна и нейният председател г–н Антон Кисе, като същата е подкрепена от местните власти в Болград. Автор на паметника е главният архитект на гр. Одеса – Николай Базан, който също е представител на българската общност в Бесарабия.

## Архитектурен стил
Паметникът е изпълнен в стила на руския класицизъм. Монументът представлява обелиск. От четирите страни са разположени плочи с имената на български опълченци от Бесарабия. Върху стените на паметника са поставени барелефи с изобразени сцени от сражения, отразяващи бойния път на българското опълчение. Цялостната композиция е увенчана с изображението на Георгиевски кръст за храброст III степен.

## Вандализъм
Вечерта на 27 срещу 28 февруари 2017 г. неизвестни лица изливат блажна жълта боя върху паметника, а върху една от стените имало надпис със синя боя „куфара, гарата, София“.
В отговор на този акт прессекретарят на Министерството на външните работи на Украйна Марияна Беца определя посегателството като „съзнателна провокация“.
| „ | Решително осъждаме досадния акт на вандализъм по отношение на паметника на българските опълченци в Болград. Считаме тези действия за съзнателна провокация, която цели създаването на напрежение и влошаване на приятелските отношения между Украйна и България. | “ |